# Loom
Loom är ett grafiskt äventyrsspel som släpptes 1990. Det både utvecklades och släpptes av Lucasfilm Games (numera känt som Lucasarts), och var det fjärde spelet som använde sig av Scumm, en spelmotor för äventyrsspel. Projektet leddes av Brian Moriarty, en före detta anställd på Infocom, och författaren till de klassiska textäventyren Wishbringer (1985), Trinity (1986) och Beyond Zork (1987).
År 2009 släpptes CD-Rom-versionen av spelet för digital nedladdning på Steam.

## Gameplay
Loom avviker från övriga Lucasarts-äventyrsspel på flera sätt, då det är baserat på en allvarlig och komplex fantasy-berättelse. Med sitt experimenterande användargränssnitt undvek det de traditionella äventyrsspelens mönster, där pusslen ofta involverar interaktioner mellan spelaren, omgivningen och flera objekt som spelaren kan plocka på sig.
Looms spelmekanism är istället centrerad kring magiska melodier på fyra toner som huvudpersonen, Bobbin Threadbare, kan spela på sin slända. Varje sådan melodi är en förtrollning som har en viss typ av effekt, såsom "öppna" eller "nattsyn". Melodier kan läras genom att observera ett objekt som besitter samma egenskaper som en viss melodi; till exempel, om spelaren undersöker en klinga medan den slipas, lär sig spelaren "slipningsmelodin".
Vissa melodiers effekter kan omvändas genom att spela dem baklänges, så "färgningsmelodin" baklänges blir till "blekningsmelodin", medan andra, såsom "skräckmelodin", är palindromer, och kan inte omvändas på detta sätt. Spelarens förmågor ökar under spelets gång, med fler och mer kraftfulla melodier. Till att börja med, kan spelaren bara spela noterna C, D och E, men vid spelets slut är även F, G, A, B och höga C tillgängliga.
Loom var också det första spelet att följa Lucasarts speldesignsfilosofi, som säger att spelaren aldrig kan dö, eller hamna i ett läge där det är omöjligt att vinna, och därmed bli tvingade att börja om från början, och inte behöva "spendera timmar med att skriva in synonymer tills de stöter på datorns ord för ett visst objekt".
Spelet kan spelas på tre svårighetsnivåer. "Expertnivån" märker inte ut sländan, och spelas helt på gehör. I den ursprungliga DOS-versionen, belönas spelare som klarar spelet på "expertnivån" med en extra grafisk sekvens som inte visas i övriga svårighetsnivåer. CD-ROM-versionen för DOS visar en mycket kortare version av den här sekvensen för alla spelare.

## Handling
Spelets huvudperson är den unge vävaren Bobbin som bor på en ö befolkad av vävarskrået. Skrået vakar över en vävstol ("loom", engelska för vävstol) vars väv håller ihop världen.